# Richard Stites
Richard Thomas Stites (* 2. Dezember 1931 in Philadelphia, Pennsylvania; † 7. März 2010 in Helsinki) war ein US-amerikanischer Historiker und Fachmann für die Geschichte der Sowjetunion und Russlands.

## Leben
Nach dem Schulbesuch studierte Stites Geschichte an der University of Pennsylvania und schloss dieses 1956 mit einem Bachelor of Arts (B.A. History) ab. Ein anschließendes postgraduales Studium der Geschichte Europas an der George Washington University beendete er 1959 mit einem Master of Arts (M.A. European History), ehe er 1968 für eine Dissertation über die Rolle der Frau zur Zeit von Zar Alexander II. einen Philosophiae Doctor (Ph.D.) im Fach Russische Geschichte von der Harvard University am Lehrstuhl von Richard Pipes verliehen bekam.
Stites war zunächst Lehrer am Russland-Institut der US Army in Garmisch-Partenkirchen und nahm 1977 einen Ruf als Professor für russische Geschichte an der Edmund A. Walsh School of Foreign Service der Georgetown University an. Dort war er bis zu seinem Tod tätig und erhielt darüber hinaus 1983 ein Guggenheim-Stipendium.
Neben seiner Lehrtätigkeit veröffentlichte Stites zahlreiche Fachbücher zur Geschichte der Sowjetunion und Russlands, aber auch zu Themen wie dem russischen Nihilismus, der Rolle der Frau in der sowjetischen Gesellschaft und russische Populärkultur. Zu seinen bekanntesten Schriften zählen:
- The Women’s Liberation Movement in Russia: Feminism, Nihilism and Bolshevism, 1860-1930 (1978)
- Herausgeber mit Loren Graham, Autor: Alexander Bogdanov: Red Star. The First Bolshevik Utopia, Indiana University Press, 1984
- Bolshevik Culture (1985)
- Revolutionary Dreams: Utopian Vision and Experimental Life in the Russian Revolution (1989)
- Russian Popular Culture: Entertainment and Society Since 1900 (1992)
- Mass Culture in Soviet Russia (1995)
- Culture and Entertainment in Wartime Russia (1995)[1]
- A History of Russia: Peoples, Legends, Events, Forces (2004)
- Serfdom, Society and the Arts in Imperial Russia: The Pleasure and the Power (2005)

Zum Zeitpunkt seines Todes arbeitete er zuletzt an dem Buch The Four Horsemen: Revolution and the Counter-Revolution in Post-Napoleonic Europe über die transnationalen Verflechtungen der vier Revolutionen zwischen 1820 und 1825 in den Königreichen Spanien, den beiden Sizilien, im sich formierenden Griechenland und im russischen Zarenreich.